# Torneo masculino de fútbol en los Juegos Bolivarianos de 2005
El Campeonato masculino de fútbol de los Juegos Bolivarianos de Armenia se realizó entre el 13 y 19 de agosto de 2005 en Armenia, para esta edición tomaron parte cuatro selecciones de la categoría sub-17; inicialmente disputaron una ronda de todos contra todos posteriormente las semifinales y por último las definiciones del oro y bronce.

## Sedes
Los partidos se desarrollaron en los estadio Centenario de la ciudad de Armenia y Hernan Ramírez Villegas de Pereira.
| Armenia                                         |
| ----------------------------------------------- |
| Estadio Centenario de Armenia Capacidad: 28 000 |
|                                                 |

## Equipos participantes
| Equipos participantes | Equipos participantes | Equipos participantes | Equipos participantes |  |
| --------------------- | --------------------- | --------------------- | --------------------- |  |
| Colombia              | Bolivia               | Ecuador               | Venezuela             |  |

## Resultados

### Primera fecha
| 13 de agosto de 2005 | Venezuela | 1:1 | Ecuador |  |  |

| 13 de agosto de 2005 | Colombia                                                                             | 4:0 (2:0) | Bolivia |                                 |                                 |
|                      | Samir Becerra 11' · Sergio Villarreal 32' · Juan Piedrahíta 71' · Germán Córdoba 82' |           |         | Árbitro(s): Candelario Andarcia | Árbitro(s): Candelario Andarcia |

### Segunda fecha
| 14 de agosto de 2005 | Ecuador | 3:1 | Bolivia |  |  |

| 14 de agosto de 2005 | Colombia | 2:0 | Venezuela |  |  |

### Tercera fecha
| 15 de agosto de 2005 | Venezuela                   | 3:1 (1:1) | Bolivia             |  |  |
|                      | José Colmenares 31' 57' 70' |           | Raimundo Barboza 5' |  |  |

| 15 de agosto de 2005 | Colombia                                | 2:0 (2:0) | Ecuador |  |  |
|                      | Germán Córdoba 16' · Fernando Uribe 43' |           |         |  |  |

### Tabla final
| Equipo    | Pts | PJ | PG | PE | PP | GF | GC | Dif |
| --------- | --- | -- | -- | -- | -- | -- | -- | --- |
| Colombia  | 9   | 3  | 3  | 0  | 0  | 8  | 0  | +8  |
| Ecuador   | 4   | 3  | 1  | 1  | 1  | 4  | 4  | 0   |
| Venezuela | 4   | 3  | 1  | 1  | 1  | 4  | 4  | 0   |
| Bolivia   | 0   | 3  | 0  | 0  | 3  | 2  | 10 | –8  |

#### Semifinales
| 17 de agosto de 2005 | Venezuela               | 2:1 (0:0) | Ecuador            |  |  |
|                      | José Colmenares 46' 80' |           | 78' Felipe Caicedo |  |  |

| 17 de agosto de 2005 | Colombia                                         | 3:0 (0:0, 0:0) (t. s.) | Bolivia |  |  |
|                      | Sergio Villarreal 91' 113' · Felipe Gallegos 96' |                        |         |  |  |

#### Tercer lugar
| 19 de agosto de 2005 | Ecuador | 1:1 (6:5 pen.) | Bolivia |  |  |

#### Final
| 19 de agosto de 2005 | Colombia | 1:0 | Venezuela |  |  |

## Medallero
| Oro    | Colombia  |
| Plata  | Venezuela |
| Bronce | Ecuador   |

## Campeón
| Medalla de oro bolivariana   |
| Bandera de Colombia          |
| Campeón Colombia 3.er título |